# Piraúba
Piraúba é um município brasileiro do estado de Minas Gerais. Sua população recenseada em 2022 era de 11 610 habitantes.

## História
João Antonio de Lemos Duarte Silva, nascido em Portugal, veio para o Brasil com seu tio José Antônio de Lemos Duarte Silva. Militar, com posto de Capitão, foi transferido, para cidade de Pomba, hoje Rio Pomba. Hábil negociante, conseguiu reunir finanças e adquiriu terras, dentre elas, a Fazenda Bom Jardim em 1866. Na localidade, formou-se povoado que deu origem a Vila de São Sebastião, hoje cidade de Piraúba.
Em 1866, foi inaugurada a Estrada de Ferro Leopoldina, que trouxe desenvolvimento à região. No ano de 1890 Piraúba foi elevado a distrito do município de Rio Pomba, do qual se emancipou em 12 de dezembro de 1953.

## Geografia

### Relevo, clima, hidrografia
O município situa-se na Mesorregião da Zona da Mata e dista 262 km por rodovia da capital Belo Horizonte. Seu território é de 145 quilômetros quadrados. A sede tem altitude de 339 metros, tendo o município como ponto culminante o Morro do Bom Jardim, com altitude de 831 m. O clima é do tipo tropical, com temperatua média anual de 21°C. As terras do município estão inseridas na bacia do rio Paraíba do Sul, sendo banhadas pelos ribeirões Piraúba e Pirapetinga (ALMG).

### Rodovias
- BR-120
- MG-285
- MG-353

### População
Segundo o censo demográfico realizado em 2010 pelo IBGE, Piraúba possui uma população total de 10.866 habitantes, distribuída em 8.818 (81,15%) habitantes na zona urbana e 2.048 (18,85%) na zona rural.
Sua população deriva da mestiçagem entre povos de origem indígena que já habitavam a região, europeus e negros descentes de escravos, os quais passaram a povoar o "Arraial do Bom Jardim" (antigo nome de Piraúba), a partir do século XIX.

### Frota de Veículos (DENATRAN 2012)[7]
- 1488 automóveis
- 117 caminhões
- 1 caminhão trator
- 203 caminhonetes
- 61 camionetas
- 4 ciclomotores
- 23 micro-onibus
- 792 motocicletas
- 53 motonetas
- 13 onibus
- 39 reboques
- 2 semi-reboques
- 3 side-car
- 2 outros tipos
- 3 utilitarios

### PIB Município (IBGE 2019)
- PIB per capita – R$ 14.830,67[4]